# Issoria cytheris
Issoria cytheris is een vlinder uit de familie van de Nymphalidae. De wetenschappelijke naam van de soort is voor het eerst geldig gepubliceerd in 1773 door Dru Drury.